# Meinfried
Meinfried (* unbekannt; † 1127) gilt als der vorletzte slawische Herrscher in Brandenburg an der Havel und war Christ. Er war Fürst des elbslawischen Stamms der Heveller.
Zum Jahre 1127 ist beim Annalista Saxo die Ermordung des Grafen der Slawen Meinfried („Meinfridus quoque comes Slavorum occisus est“) erwähnt. Da es zum selben Jahr in den Annales Magdeburgenses heißt, dass der Slawe Meinfried von Brandenburg ermordet wurde („Meinfridus Slavus de Brandeburch occisus est“), wird gemeinhin angenommen, dass es sich dabei um den Vorgänger des letzten slawischen Herrschers in Brandenburg, Pribislaw-Heinrich, handelt.
Meinfrieds deutscher Name deutet darauf hin, dass er Christ war. Da zu jener Zeit slawische Fürstensöhne des Öfteren als Geiseln nach Sachsen gelangt waren und diese sich dort zum Christentum bekehrten und taufen ließen, könnte dies auch auf Meinfried zutreffen. Sehr vage ließe sich vermuten, dass Burggraf Meinfried von Magdeburg sein Taufpate war.
Die gängige Ansicht, dass er von seinen Landsleuten ermordet wurde, weil er sich zum Christentum bekannte, findet im Übrigen in den kurzen Quellenangaben keinen Beleg. Zumindest konnte sich sein Nachfolger – der ebenfalls Christ war – halten, bis er im hohen Alter starb. Neuerdings wird angenommen, dass Meinfried im Kampf mit Pribislaw-Heinrich um die Herrschaft in Brandenburg seinen Tod fand.
Von Interesse ist ferner eine Urkunde des Brandenburger Bischofs Hartbert von 1114, in der die Weihe des steinernen Chores der Kirche zu Leitzkau beschrieben ist. Darin werden Männer genannt, die den Bau durch Zehntzuweisung ermöglichten. Wenngleich die Form von den üblichen Zeugenlisten abweicht, kann es sich zudem um die Zeugen des Weiheaktes als auch der Beurkundung handeln. Dabei könnte der an zweiter Stelle genannte Mengenfridus jener Brandenburger Herrscher sein.